# Người Canada gốc Bỉ
Người Canada gốc Bỉ (tiếng Anh: Belgian Canadians, tiếng Pháp: Canadiens belges; tiếng Hà Lan: Belgisch-canadezen) là công dân Canada có nguồn gốc tổ tiên là người Bỉ hoặc những người sinh ra ở Bỉ sống ở Canada. Theo Điều tra dân số năm 2011 có 176.615 người Canada khai nhận toàn bộ hoặc một phần tổ tiên Bỉ. Nó bao gồm những người nhập cư từ cả hai khu vực nói tiếng Pháp và tiếng Hà Lan Bỉ.